# GARNIX
Das GARNIX ist ein seit 2001 – von zwei Unterbrechungen abgesehen – jährlich stattfindendes, mehrtägiges Open-Air-Festival auf dem Hochschulgelände der TU München in Garching bei München. Neben dem musikalischen Programm finden auch andere kulturelle sowie sportliche Veranstaltungen im Rahmen des Festivals statt. Das GARNIX ist neben dem TUNIX und dem StuStaCulum das dritte nicht profitorientierte, von Studenten organisierte Festival im Münchner Raum. Unter dem Dachtitel Triple Live Summer verfügen die Festivals seit 2003 über eine gemeinsame Koordination. Seit 2010 ist auch das eintägige Uni-Sommerfest der LMU München mit dabei (2019 am 5. Juli). Mit etwa 10.000 Besuchern ist das GARNIX das kleinste der mehrtägigen Festivals, die zusammen etwa 60.000 Besucher anziehen.

## Geschichte
Nachdem der Campus der TU München in Garching immer mehr an Bedeutung gewonnen hatte, entschied sich die Studentische Vertretung der TU München, neben dem TUNIX ein weiteres Festival in Garching stattfinden zu lassen. Von 2001 bis 2008 fand die Veranstaltung auf einer Wiese hinter der Mensa und damit außerhalb der typischen Studenten-Fußwege statt.
2009 wurde das Festival auf eine zentral gelegene Wiese verlegt und auf dem alten Festivalplatz parallel ein OpenAir-Kino veranstaltet.
Wegen Bauarbeiten konnte 2010 das Festival nicht stattfinden, weshalb auch 2011 kein Organisator unter den Studenten gefunden werden konnte. Seit 2012 wird das Event jedoch wieder jährlich organisiert, Termin 2019: 3. bis 7. Juni (TUNIX 2019: 17. bis 21. Juni). In den Jahren 2020 und 2021 fiel das Festival wegen der Corona-Pandemie aus,  2022 fand das GARNIX wieder statt (20.6.-24.6.).